# Diógenes da Silva Matthes
Diógenes da Silva Matthes (* 12. Oktober 1931 in Caconde; † 20. November 2016) war ein brasilianischer Geistlicher und römisch-katholischer Bischof von Franca.

## Leben
Diógenes da Silva Matthes empfing am 29. Juni 1957 die Priesterweihe für das Bistum Ribeirão Preto.
Papst Paul VI. ernannte ihn am 11. März 1971 zum ersten Bischof des neuerrichteten Bistums Franca. Der Apostolische Nuntius in Brasilien, Erzbischof Umberto Mozzoni, spendete ihm am 11. Juni desselben Jahres die Bischofsweihe; Mitkonsekratoren waren Bernardo José Bueno Miele, Koadjutorerzbischof von Ribeirão Preto, und Luíz Eugênio Pérez, Bischof von Jales.
Am 29. November 2006 nahm Papst Benedikt XVI. seinen altersbedingten Rücktritt an.